# Pteromicra albicalceata
Pteromicra albicalceata är en tvåvingeart som först beskrevs av Cresson 1920.  Pteromicra albicalceata ingår i släktet Pteromicra och familjen kärrflugor. Inga underarter finns listade i Catalogue of Life.